# Sporangio

Sporangi di felce al SEM del MUSE.

Lo sporangio è la struttura cava pluricellulare, nella quale si formano le spore (se è unicellulare, allora si parla di sporocisti). Nel corso dell'evoluzione, si assiste di preferenza alla formazione di sporangi. Di seguito si considererà il concetto di "sporangio" nel senso più ampio. Gruppi di sporangi nelle felci e nei funghi prendono il nome di sori.
Si chiama sporangio quindi nei funghi e nelle piante (arbusti in generale). Nelle alghe invece sporocisti.

## Esempi
La formazione di sporangi è tipica del mondo vegetale nel senso più ampio. Il termine stesso non è indicativo del tipo di spore contenute all'interno di essi, se mitospore (prodotte per sporulazione, cioè divisioni mitotiche che portano a spore con corredo cromosomico pari a quello dell'organismo che le ha generate) o meiospore (prodotte per sporogonia, cioè in seguito a meiosi con dimezzamento del corredo cromosomico originario). In ogni caso, si tratta formalmente di endospore, perché contenute all'interno dello sporangio. Le esospore sono invece esposte all'esterno e sono tipiche dei funghi.
Nei funghi ascomiceti, l'asco è lo sporangio che contiene le ascospore (che rientrano nella tipologia delle meiospore). Nelle piante superiori, si possono individuare le strutture omologhe agli sporangi (e che potrebbero a buon diritto essere così denominate). Nell'antera, le cellule madri delle microspore originano per meiosi quattro microspore ciascuna, da cui si formano i granuli pollinici. Contenendo delle spore, le antere, o più precisamente le sacche polliniche che le formano, sono sporangi (microsporangi, perché contengono le microspore).